# Тьогро-Озеро
Тьогро-Озеро (рос. Тёгро-Озеро) — селище у Вельському районі Архангельської області Російської Федерації.
Населення становить 1160 осіб. Входить до складу муніципального утворення Тегринське муніципальне утворення.

## Історія
Від 1937 року належить до Архангельської області.
Від 2004 року належить до Тьогринського муніципального утворення.

## Населення
| 2002 | 2010 | 2012  | 2014  |
| ---- | ---- | ----- | ----- |
| 1409 | ↘912 | ↗1160 | →1160 |